# Piloo Sarkari
Piloo Sarkari (Hindi पीलू सरकारी; * 8. Juni 1927; † 20. August 2018 in Ontario, Kanada) war ein indischer Radrennfahrer.

## Sportliche Laufbahn
Sarkari war im Bahnradsport aktiv. Er nahm an den Olympischen Sommerspielen 1948 in London teil. Dort startete er mit dem indischen Bahnvierer.
In der Mannschaftsverfolgung blieb Indien mit Adi Havewala, Jehangoo Amin, Rohinton Noble und Piloo Sarkari unplatziert. Über sein weiteres Leben und seine sportlichen Erfolge ist nichts bekannt.